# Ringverengung
Als Ringverengung, auch Ringkontraktion,  werden solche chemische Reaktionen bezeichnet, die in einem vorhandenen Ring ein Glied oder mehrere Glieder entfernen. Dies geschieht meist über ein kationisches Intermediat. Die Ringerverengung ist das Gegenstück zur Ringerweiterung.

## Reaktionen
Bekannte Ringerweiterungsreaktionen sind zum Beispiel 
- die Faworski-Umlagerung cyclischer 2-Halogenketone,[2]

- die Benzilsäure-Umlagerung von Cycloalkan-1,2-dionen,[3]
- die Thorpe-Reaktion[4] von Dinitrilen und
- die Umlagerung von Cycloheptan zu Methylcyclohexan durch Einwirkung von Aluminiumchlorid (AlCl3).[5]

### Faworski-Umlagerung
α-Chlorcyclohexanon liefert mit Kalilauge unter Ringverengung das Kaliumsalz der Cyclopentancarbonsäure, das durch Neutralisation zu Cyclopentancarbonsäure umgesetzt werden kann:
Bei der Verwendung eines Alkoholats als Base entsteht aus  α-Chlorcyclohexanon ein Ester der Cyclopentancarbonsäure.

### Aluminiumchlorid-induzierte Ringverengung von Cycloheptan
Bei der Einwirkung von Aluminiumchlorid auf Cycloheptan (1, Summenformel C7H14) entsteht in der Wärme Methylcyclohexan (2, Summenformel C7H14):